# 高雄市公車301路
高雄市公車301路，原由高雄市公車處營運，行駛於加昌站至小港站之間，2008年1月開始由南台灣客運營運，2008年3月高雄捷運通車後改行駛於加昌站、新左營車站及高雄車站之間，路線多處與高雄捷運紅線重疊，在紅線通車前被視為捷運先導公車路線。本路線由於途經高雄都會公園、後勁、蓮池潭、高雄巨蛋、高雄後驛商圈等主要地標，為高雄市主要的公共運輸路線之一。

高雄市公車301路區間車，起點站為加昌站，終點站為漢神巨蛋。

## 歷史
- 原由高雄市公車處行駛，原路線係由加昌站到小港站 自2008年1月1日起移交給南台灣客運繼續營運，2008年3月高雄捷運通車後 縮短距離至高雄火車站。
- 2015年11月1日：新增301B路線「台鐵新左營站－高雄火車站」。
- 2019年2月16日：新增「林森路口」站。
- 2019年8月1日：路線301A更名為「301」、路線301B更名為「301區間」。
- 2019年9月1日：新增「臺鐵三塊厝站（自立路）」。
- 2021年8月15日：裁撤「高楠陸橋（捷運都會公園站）」。
- 2021年9月1日：「高客自立站」更名為「自立十全路口」、「高雄火車站（同愛街口）」更名為「高雄車站（建國路）」、「林森路口」站更名為「建國林森路口」。
- 2022年5月23日：「301」主線「左營農會」至「翠峰路」間路段，原先行駛勝利路經蓮池潭轉城峰路接翠峰路，改行經「左營南站」及「海青工商」；「301區間」行經蓮池潭路線維持不變。
- 2024年5月13日：「301區間」改行駛「加昌站」至「漢神巨蛋」（配合100百貨幹線延駛漢神巨蛋間路線重疊）

## 歷史配車

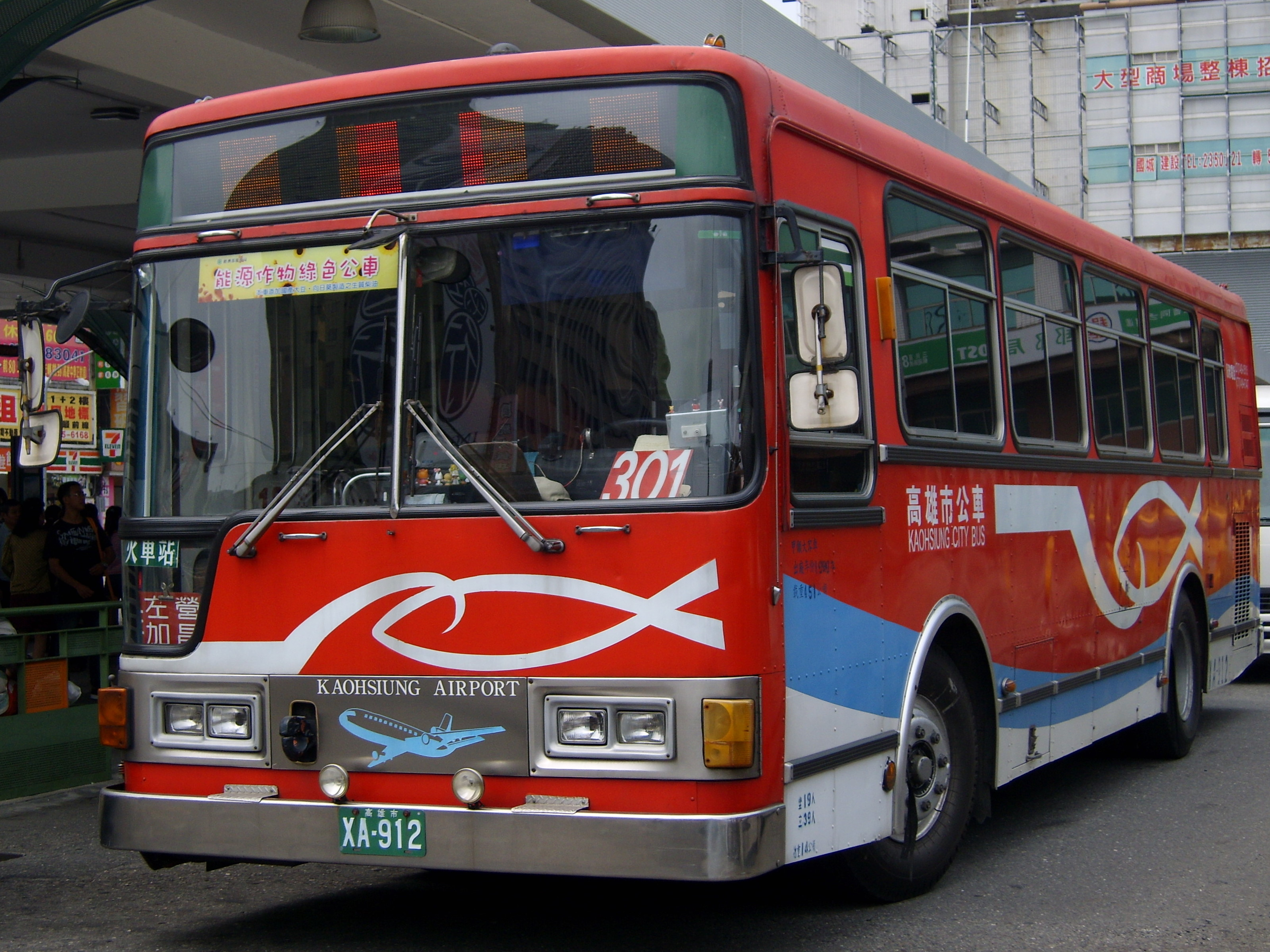

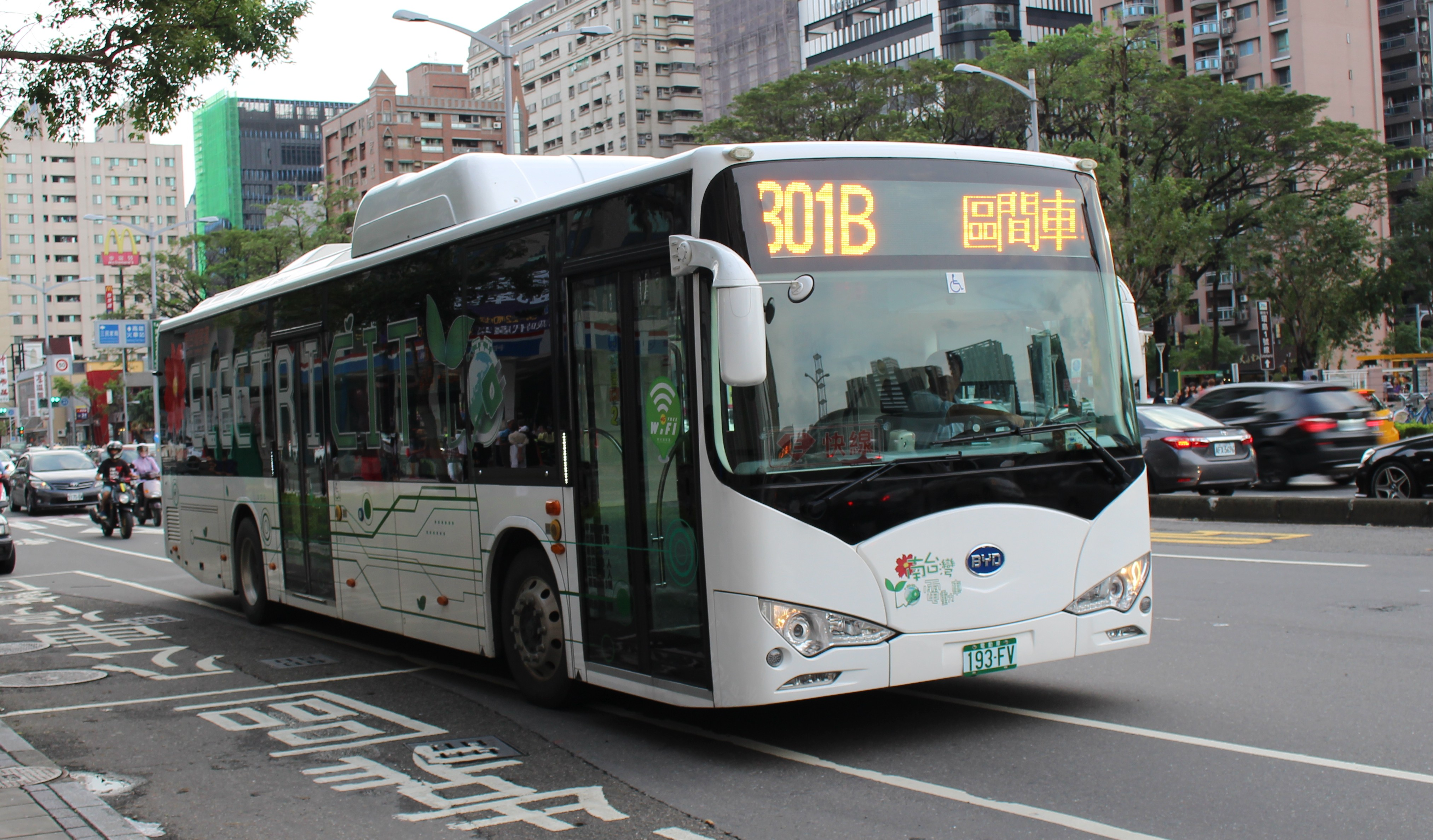

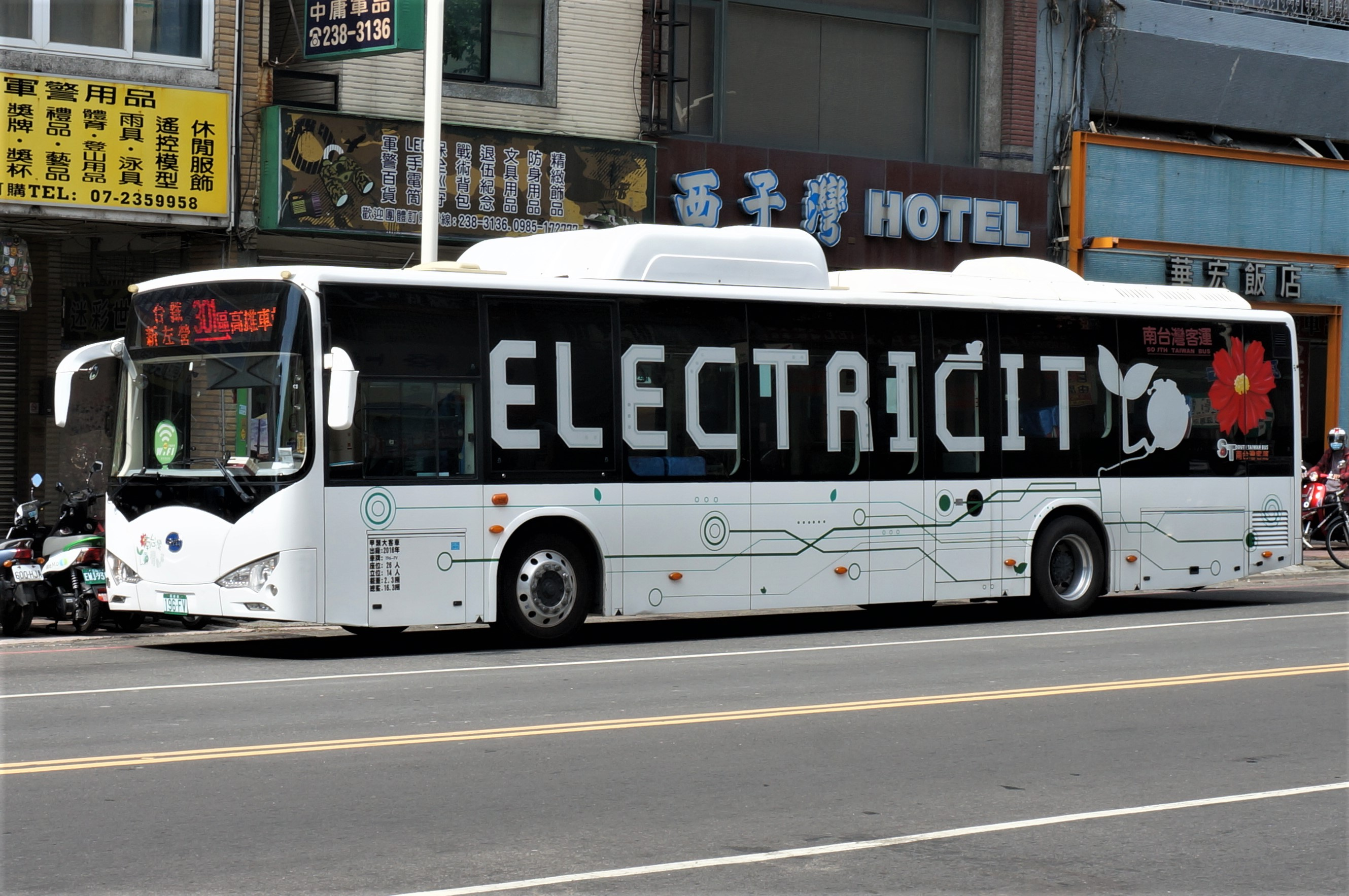

## 停站
參見右側路線圖